# 왕보 (후한)
왕보(王甫, ?~179년)는 후한 영제 시대의 환관이다.

## 생애
왕보와 조절이 두태후를 섬기며 아첨을 일삼자, 168년 태후의 아버지인 두무(竇武)와 진번은 이들을 제거하려 했다. 두 사람은 번갈아 태후에게 환관들을 제거할 것을 청했으나 태후가 계속 망설였기 때문에 실행에 옮기지 못했다.
시일이 지체되어 이들의 계획이 환관 측에 알려지자, 선수를 쳐 두무 일파를 공격하기로 했다. 조절이 변란이 일어났다 하여 영제를 피신시킨 사이 왕보는 칼을 빼들고 관리들을 위협하여 스스로 황문령(黃門令)이 되게 하고, 태후를 위협하여 인수를 빼앗은 다음 환관들을 저지하기 위해 궁궐로 들어온 진번을 죽였다. 이후 군사들을 거느리고 나가 두무가 반란을 일으켰다고 외치자 사기가 떨어진 두무의 군사들은 왕보에게 항복하였다. 왕보는 도망치는 두무와 두소(竇紹) 형제를 잡아 죽였다. 이 일로 영제는 왕보를 중상시(中常侍)로 승진시켰다.
171년 영제가 남궁으로 쫓겨나 있던 두태후를 뵈러 왔을 때 두태후를 섬기던 환관 동맹(董萌)이 두태후를 위해 아뢰어 태후에게 보내는 물품을 늘리게 했다. 이것을 안 왕보와 조절은 동맹이 영제의 생모 동태후를 비방했다고 모함하여 죽게 했다.
왕보와 조절의 권세가 커지자 태위(大尉) 단경(段熲) 같은 이는 환관들에게 아첨하기까지 했다. 또 왕보의 양자 왕길(王吉)이 백성들을 함부로 죽이자, 사예교위(司隸校尉) 양구(陽球)는 환관 세력을 제거하려 했다. 179년 마침 양표가 왕보의 부정을 적발하여 양구에게 알려주자, 양구는 왕보가 집에서 쉬는 것을 틈타 궁궐에 가서 왕보 일당의 죄악을 고하고, 이들을 붙잡아 하옥시킨 후 모진 고문을 가하여 죽였다. 조정에서는 왕보의 재산을 몰수하고 가족들을 귀양 보냈으며, 시체를 잘라 거리에 내걸었다.